# 지롤라모 리아리오

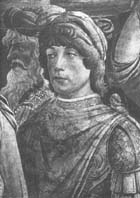
지롤라모 리아리오 백작.

지롤라모 리아리오(Girolamo Riario, 1443년 – 1488년 4월 14일)는 이몰라 (1473년부터)와 포를리 (1480년부터)의 군주였다. 외삼촌 교황 식스토 4세 하에서 1471년에 교회군 총사령관이 되었다. 1478년 메디치 가문을 상대로 벌린 파치 음모사건(쿠데타)의 핵심 공모자 3명중 한명이었으나 거사당일 로마에 머물러 있어 직접 가담은 하지 않았다. 쿠데타의 실패로 주모자와 동조자 80명이 사망하였으나 지롤라모만이 유일하게 살아남았다. 그러나 10년 뒤 그는 포를리의 오르시니 가문 출신 인물에게 암살당하였다. 사보나 출생으로 아버지는 파올로 리아리오(Paolo Riario)이고 어머니는 비안카 델라 로베레(Bianca della Rovere)이다.

## 생애

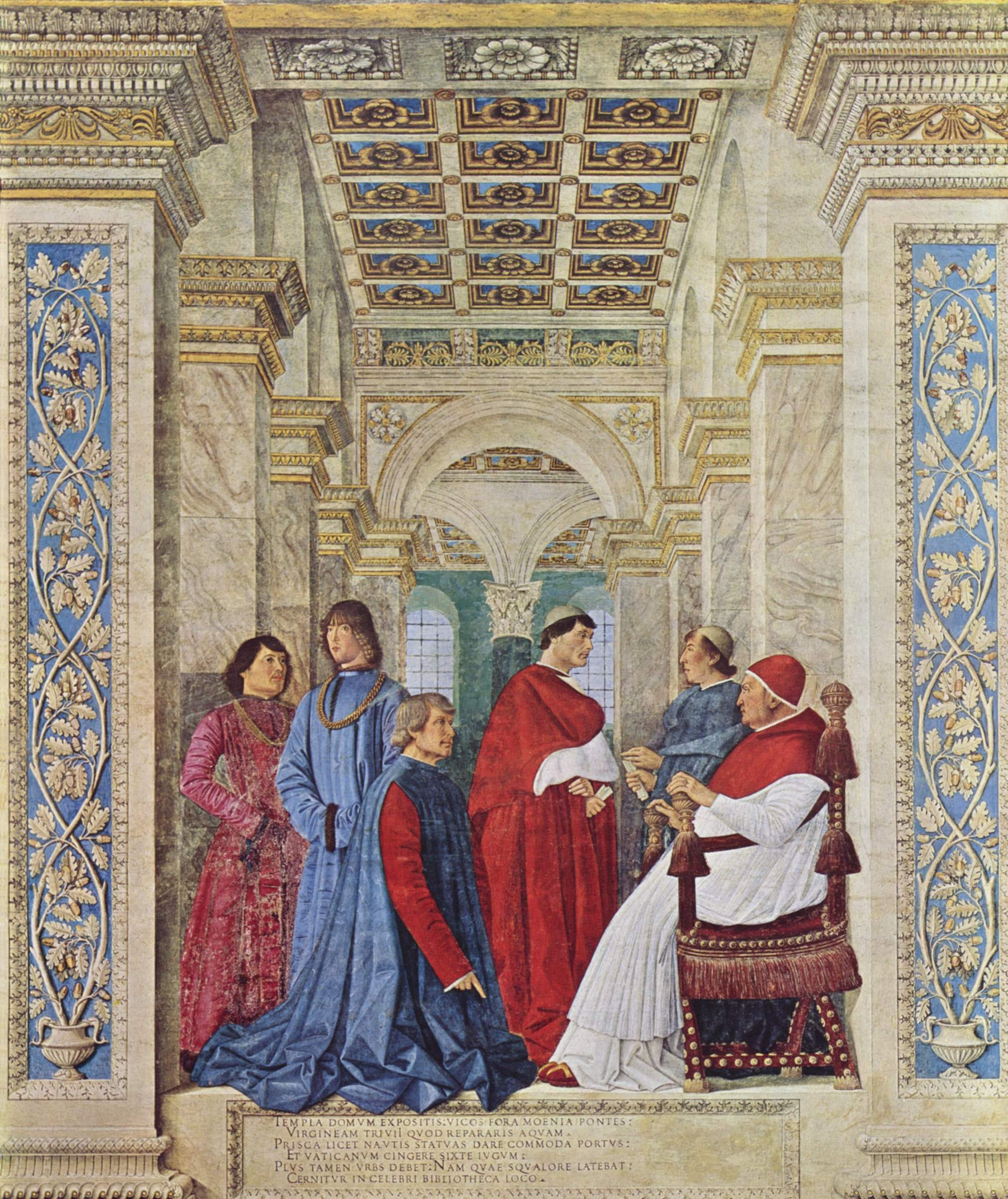
교황 식스토 4세와 그의 조카들과 수행원들의 모습. 지롤라모 리아리오는 왼쪽에서 두 번째에 위치해있다.

### 이몰라 백작
1473년 교황 식스토 4세는 자신의 조카인 지롤라모 리아리오와 밀라노 공작의 사생녀 카테리나 스포르차와 혼인시키는 조건하에 밀라노 공작으로부터 이몰라(Imola)를 40,000 두캇에 매입하는데 성공하였다. 교황은 지롤라모 리아리오를 이몰라 군주(백작)에 임명했다. 이몰라 매입 자금은 메디치 가문과 경쟁관계에 있었던 파치 은행에서 대출 받았다. 융자에 대한 보답으로 교황 식스토 4세는 파치 은행에 교황의 수익 관리권을 내주었다.
메디치 은행은 교황의 융자 요청을 거부하였는데 그 이유는 로렌초 데 메디치가 이몰라(Imola) 매입을 추진하고 있었기 때문이다. 이몰라(Imola)는 피렌체와 베네치아 사이의 교역로에 위치한 상업적 요충지였다. 1473년 5월에 로렌초 데 메디치는 밀라노 공작(갈레아초 스포르차)에게 이몰라 매입을 위해 100,000 플로린을 제안한 적이 있다.
이몰라의 군주로서 부임한 그는 지어진지 오래되고 낡은 주택들이 있던 이몰라의 시가지를 재건설하는등의 사업을 펼쳤다. 지롤라모 리아리오는 작은 지역의 영주로 만족하지 못했으며 메디치 가문이 있는 이상 이몰라조차 빼앗길 수도 있다는 불안감을 항상 가지고 있었다. 그래서 그는 피렌체의 유력 가문으로 메디치 가문과 경쟁관계에 있던 파치 가문의 일족들과 피렌체의 정권탈취를 위한 파치 음모 사건을 공모하게 되었다.

### 파치 음모 사건
지롤라모 리아리오는 1478년 4월에 피렌체 대성당에서 벌어진 파치 음모 사건의 핵심 기획자 3명중 한 명이었다. 파치 음모 사건은 피렌체의 지배가문인 메디치 일가의 가장 유력한 인사 두 명(로렌초와 줄리아노)을 동시에 암살한후 피렌체 행정부를 전복시키고 정권을 장악하기 위해 시도한 쿠데타였다. 정변이 성공하면 지롤라모 리아리오가 피렌체의 새로운 군주로 즉위하려 하였다.
그러나 목표로 삼았던 두 형제중 동생인 줄리아노 한명만 제거하는데 그쳤고 피렌체 행정부 전복 시도는 실패하고 말았다. 쿠데타 시도 소식을 접한 피렌체 시민들은 분노하였고 시민들은 주모자와 동조자 80명을 잡아 즉결 처형(린치)하였다. 지롤라모 리아리오는 핵심 공모자였으나 거사 당일에 로마에 있었기 때문에 화를 면했고 주모자중 유일한 생존자로 남게 되었다.
쿠데타가 실패하고 피렌체인들이 공모자들에게 심한 보복을 가한후 죽여 버리자 교황과 지롤라모는 분개했다. 화가난 지롤라모는 군대를 이끌고 로마에 있는 피렌체 대사의 집에 쳐들어가 체포해버렸다. 베네치아와 밀라노 대사가 외교적 사면권 침해에 대해 항의하자 어쩔수 없이 풀어주었다. 그런후 숙부인 교황을 충동질하여 로마에 거주하는 피렌체 출신의 은행가, 상인들을 체포하도록 했다. 그러나 라파엘로 리아리오 추기경이 피렌체에 잡혀 있다는 소식을 접하고 이들을 풀어줄수 밖에 없었다.

### 피렌체 전쟁
교황 식스토 4세는 자신의 심복이자 피사 대주교인 프란체스코 살비아티가 파치 음모 사건(1478년)때 시민들에 의해 효수당한 것에 대해 분노하며 메디치 가문과 피렌체 공화국, 토스카나 전역에 대해 파문과 성무금지령을 내렸다. 아울러 교황은 메디치 가문의 모든 재산을 몰수하였고, 피렌체 정부에게 책임자 처벌을 명분으로 로렌초 데 메디치의 신병인도를 요구했다. 이에 대해 피렌체가 거부하자 교황은 나폴리와 동맹을 맺은후 선전포고를 하였고 시에나, 루카, 우리비노를 동원하여 나폴리와 함께 1478년 7월 피렌체를 침공했다.
피렌체는 연패하며 국가존망의 위급한 상황에 처했다. 전쟁으로 국토가 황폐화되었으며 피난민이 급증하였다. 도적들의 약탈이 성행했고 역병이 창궐하였으며, 전비증가로 인해 계속된 세금징수에 시민들의 불만이 상승했다. 지원나온 주변국들의 용병부대는 지휘권을 놓고 다투며 직접적인 전투를 피하기만 했다. 설상가상으로 잉글랜드가 양모 수출을 금하자 직공들이 대량실직하며 피렌체의 모직물 산업은 붕괴하다시피하였고 이로 인해 경제는 최악의 상황에 직면했다.
그러나 2년 가까이 이어지며 교황령 연합군에 유리하게 진행되던 전쟁은 허망하게 종전되었다. 피렌체의 실권자 로렌초 데 메디치가 목숨을 걸고 나폴리로 가서 페르드난도 1세와 외교담판을 통해 평화협정을 체결해버린것이다. 동맹국의 일방적인 평화협약 체결로 인해 교황과 리롤라모가 꿈꾸던 피렌체 정복은 물거품이 되어 버렸다. 지롤라모는 피렌체를 포기하였고 페라라 공국 정복으로 관심을 돌렸다.

### 포를리 백작

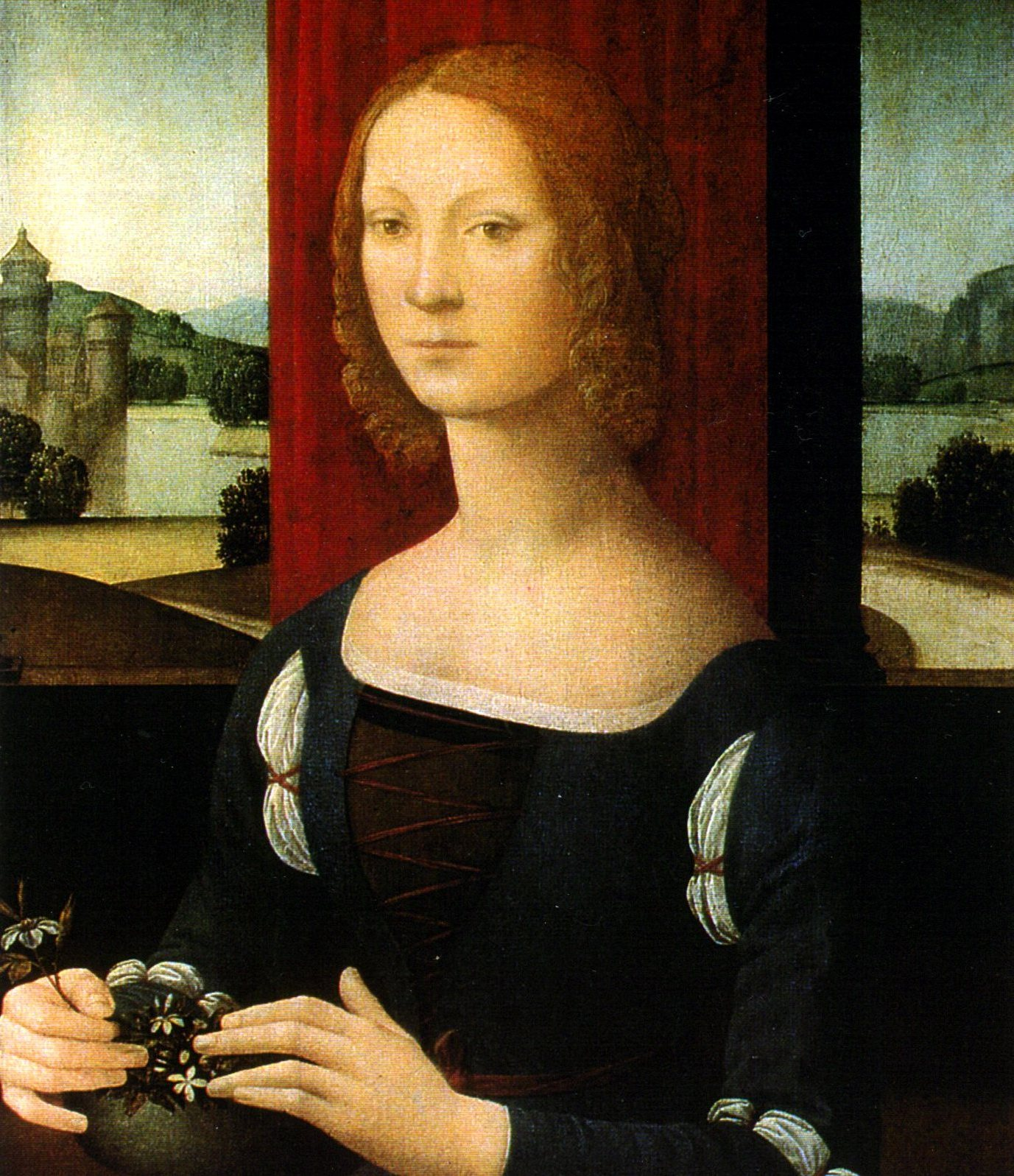
지롤라모의 부인 카테리나 스포르차</br>(by 로렌체 디 크레디)

1480년, 이몰라에서 가까운 포를리의 통치가문인 오르델라피 가문에서 분쟁이 발생하였다. 교황 식스토 4세는 오르델라피 가문의 영주권을 몰수한후에 지롤라모 리아리오를 포를리의 새로운 군주로 임명하였다. 포를리에서 리아리오는 로마냐 지역에서 가장 전략적으로 중요했던 요새 중 하나인 로카 디 라발디노(Rocca di Ravaldino)를 세웠다.

### 콜론나 가문 탄압
교황 식스토 4세는 콜로나 가문의 토지를 갈취하여 조카들에게 주고자 했다. 교황은 콜로나 가문을 탄압했으며 잔인하게 괴롭혔다. 리아리오는 교황군을 이끌로 콜로나 가문의 영지를 약탈했으며 교황청 서기장이자 콜로나 가문의 수장인 로렌초 콜론나(Lorenzo Colonna)를 체포하였다. 로렌초 콜론나의 어미니가 자식을 구하기 위해 영지의 일부를 포기했음에도 불구하고 리아리오는 로렌초 콜론나 고문하여 1484년 6월 30일 죽음에 이르게 하였다. 그로 인하여 로마에 있는 콜론나 일가들에게 분노했고 로마 시민들의 원성사게 되었다.

### 교황의 죽음
1484년 8월, 식스토 4세 사망후, 교황군 사령관이던 리아리오는 그의 부인 카테리나와 함께 로마로 돌아왔다. 카테리나는 리아리오에게 적절한 후보자를 선출을 위해 추기경들을 압박할 목적으로 산탄젤로 성에 군대를 이끌고 입성하였다. 로마의 혼란이 벌어진지 10일 뒤, 리아리오는 7,000 두캇을 받는 대가로 그의 아내가 점령한 카스텔로와 그의 군대를 물리겠다고 추기경들과 합의를 보았다. 카테리나는 처음에는 이 생각에 따르지 않았지만, 이틀 뒤에 그녀의 남편이 협상을 타결하면서 그럴 수 밖에 없었다. 그후에야 콘클라베가 시행될 수있었다.

## 사망
리아리오는 메디치 가문을 상대로 몇 개의 음모를 더 꾸몄지만 모두 실패하고 말았다. 파치 음모 사건(1478년)이 실패한 직후 교황 사절 자격으로 피렌체로 갔는데 이때 독살을 시도했으나 불발되었다. 두번째 시도는 1481년 5월에 카르멜회의 성당에서 암살할 계획이었으나 발각되어 바티스타 프레스코발디와 공모자들이 체포 되었다.
1488년에 그는 주요 파치 공모자 중 살아남은 이 중에 최후의 인물이였으며, 추정상 금전 문제로 포를리 출신의 오르시니 가문 일원 두 명에게 암살당하고 만다. 4월 14일에 체코(Checco)와 루도비코(Ludovico Orsini)는 정부 청사로 들어가, 그 중 한 명이 검을 가지고 리아리오를 공격했다. 백작의 경호원이 있었음에도, 모두 9명의 암살자들이 리아리오에게 덤벼들어 살해했다. 그의 시체는 군중들이 있는 광장에 던져졌으며 암살자들은 궁전을 약탈했다.
로렌초 데 메디치는 파치 음모 사건(1478년)때 동생 줄리아노가 암살 당한일 때문에 그가 이 사건을 사주한 것이 아닐까하는 의심을 받기는 했다. 그러나 르네상스 시대의 이탈리아에서는 암살이 매우 흔한일이었으며, 암살자들이 로렌초 데 메디치에게 편지를 보냈지만 메디치 가문으로부터는 어떠한 공식적인 답장을 받지 못했다. 군대를 포함한 시민들이 리아리오의 미망인을 지지하자, 오르시니 형제는 도망쳤다. 그들이 두고간 가문의 재산은 성난 군중들에게 약탈당하고 파괴되었다.
리아리오의 시신은 지역 수사들에 의해 광장에서 수습되었고, 리아리오의 미망인은 정당성을 입증하기 위해, 시신을 산프란체스코 교회에서 3일간 깨끗이 닦고 봉했다.

## 자녀
지롤라모는 7 자식을 두었는데 : 그의 아내 카테리나에게서 5명의 아들들인 오타비아노 (공식적으론 이몰라의 군주권을 계승받음), 체사레(Cesare), 조반니 리비오(Giovanni Livio), 갈레아초(Galeazzo), 프란체스코(Francesco)와 딸 한 명 비안카를 두었으며 스키피오(Scipio)라는 사생아를 두었다.